# 愛し愛されて生きるのさ/東京恋愛専科・または恋は言ってみりゃボディー・ブロー
「愛し愛されて生きるのさ/東京恋愛専科・または恋は言ってみりゃボディー・ブロー」（あいしあいされていきるのさ/とうきょうれんあいせんか・またはこいはいってみりゃボディー・ブロー）は、小沢健二の4枚目のシングル。1994年7月20日に東芝EMIから発売。

## 解説
2枚目のアルバム『LIFE』からの先行シングル。
小沢にとって初の両A面シングルであり、タイトル背部分は非常に細かい字で上下に書かれており、両A面を際立たせている。また、両曲ともミュージック・ビデオが制作されている。

## 収録曲
全曲 作詞・作曲・編曲：小沢健二
1. 愛し愛されて生きるのさ [4:22]
  - 歌詞にサザンオールスターズの楽曲「いとしのエリー」が登場する。
  - 発売から10年後の2004年にカゴメ「野菜生活Soft」CMソングとして使用された。CMの映像は、街で見つけた本物の親子・カップル32組のキスシーンで構成されている。このCMをきっかけにして、「愛し愛されて生きるのさ」が収録された『LIFE』が再ヒットするという現象が起きた[1]。
2. 東京恋愛専科・または恋は言ってみりゃボディー・ブロー [5:55]
  - サンバのテイストが取り入れられた楽曲で[2]、タイトルは小沢の楽曲で最も長い。
  - PVでは夜中の高速道路を車で走っている映像と、歌詞中にも出てくる東京タワーを背に歌う映像で構成されている。
3. 愛し愛されて生きるのさ (オリジナル・カラオケ) [4:22]
4. 東京恋愛専科・または恋は言ってみりゃボディー・ブロー (オリジナル・カラオケ) [5:55]

## 参加ミュージシャン
※出典
愛し愛されて生きるのさ
- 小沢健二：Vocal, Acoustic Guitar, Electric Guitar
- 中村“キタロー”幸司：Electric Bass
- 青木達之：Drums
- 中西康晴：Acoustic Piano, Electric Piano
- 朝川朋之：Harp
- 石橋雅一：Oboe
- 真城めぐみ：Backing Vocal

東京恋愛専科・または恋は言ってみりゃボディー・ブロー
- 小沢健二：Vocal, Acoustic Guitar, Horn Arrangement
- 中村“キタロー”幸司：Electric Bass
- 青木達之：Drums
- 中西康晴：Keyboards
- 北原雅彦 (東京スカパラダイスオーケストラ)：Trombone, Horn Arrangement
- GAMOU (東京スカパラダイスオーケストラ)：Tenor Sax
- NARGO (東京スカパラダイスオーケストラ)：Trumpet
- The Tokyo Tower Choir："Baraba"
- 真城めぐみ：Backing Vocal

## 収録アルバム
愛し愛されて生きるのさ
- LIFE
- 我ら、時 通常盤

東京恋愛専科・または恋は言ってみりゃボディー・ブロー
- LIFE

## タイアップ
- カゴメ「野菜生活Soft」CMソング（＃1）

## カバー
愛し愛されて生きるのさ
- 蘭華 - アルバム『SWEETS! MACARON POP featuring Ranka』（2009年）に収録[4]。

## テレビ出演
愛し愛されて生きるのさ
- TBS系『COUNT DOWN TV』（1994年8月20日放送回）
- NHK総合『SONGS』（2017年10月5日放送回）
  - 「天使たちのシーン」とのメドレーで演奏[5]。
- テレビ朝日系『ミュージックステーション ウルトラスーパーライブ2021』（2021年12月24日放送）
  - 「運命、というかUFOに (ドゥイ、ドゥイ)」とともに披露された[6]。